# 御坊インターチェンジ
御坊インターチェンジ（ごぼうインターチェンジ）は、和歌山県御坊市野口にある、湯浅御坊道路のインターチェンジである。大阪方面のみ出入り可能なハーフICであり、白浜・新宮方面への出入りは阪和自動車道の御坊南ICを利用する。これより大阪方面は湯浅御坊道路、白浜方面は阪和自動車道となる。

## 道路
- E42 湯浅御坊道路（30番）

## 歴史
- 1996年3月30日 : 湯浅御坊道路広川IC-当IC開通と同時に開設。

## 周辺
- 御坊市立野口小学校

## 接続する道路
- 和歌山県道27号日高印南線

## 料金所

### 入口
- レーン数：2
  - ETC専用：1
  - ETC・一般：1

### 出口
- レーン数：２
  - ETC専用：1
  - 一般：２（中央の１レーンは常に封鎖されている。）

当料金所は無人型自動精算機やETCレーンのトラブル対応のため事務室にて遠隔モニター監視されている。

## 隣
E42 湯浅御坊道路・阪和自動車道
(29)川辺IC - (30)御坊IC - (31)御坊南IC